# Planchonella sandwicensis
Pouteria sandwicensis là một loài thực vật có hoa trong họ Hồng xiêm. Loài này được (A.Gray) Pierre miêu tả khoa học đầu tiên năm 1890.

## Hình ảnh

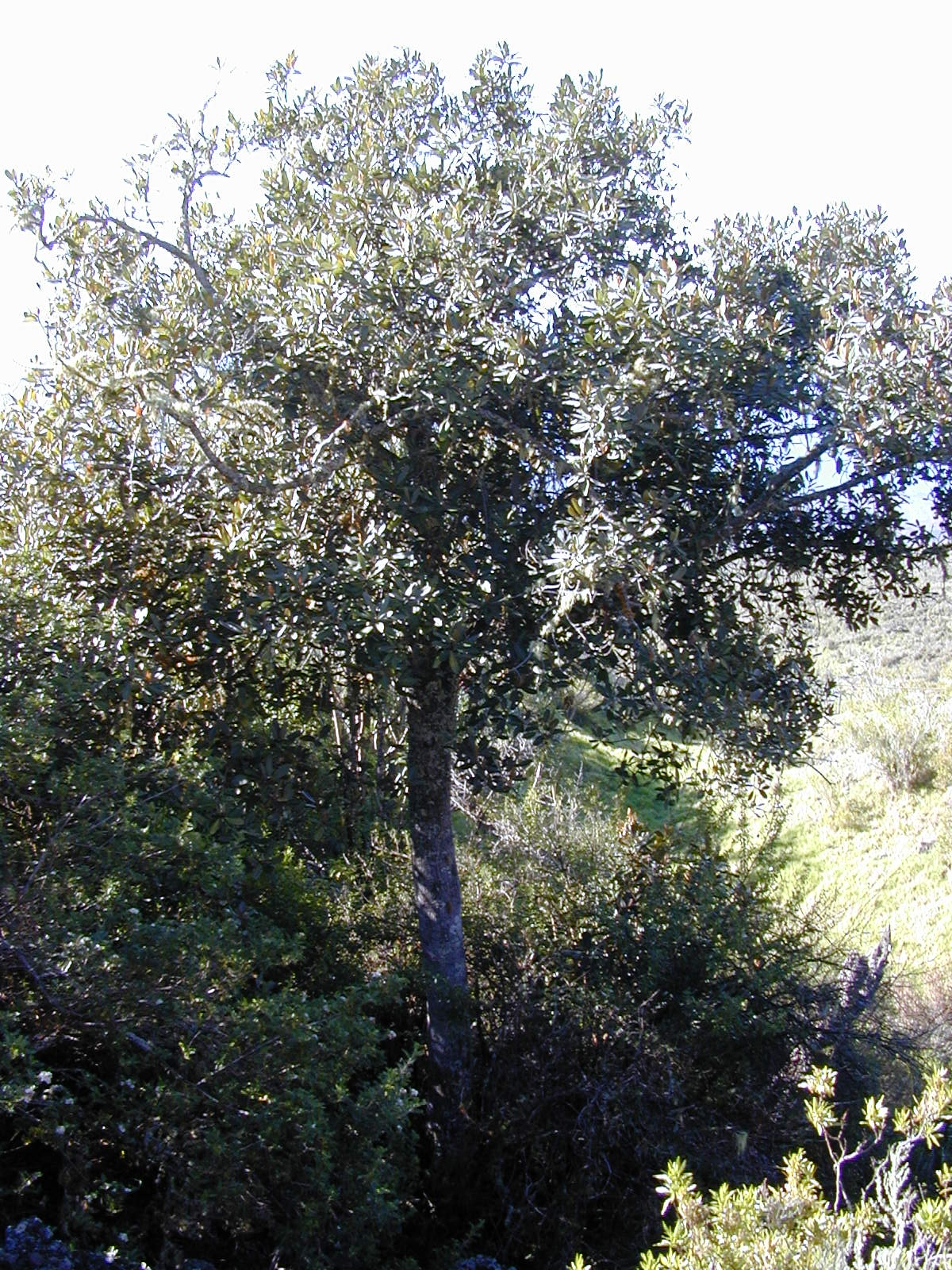
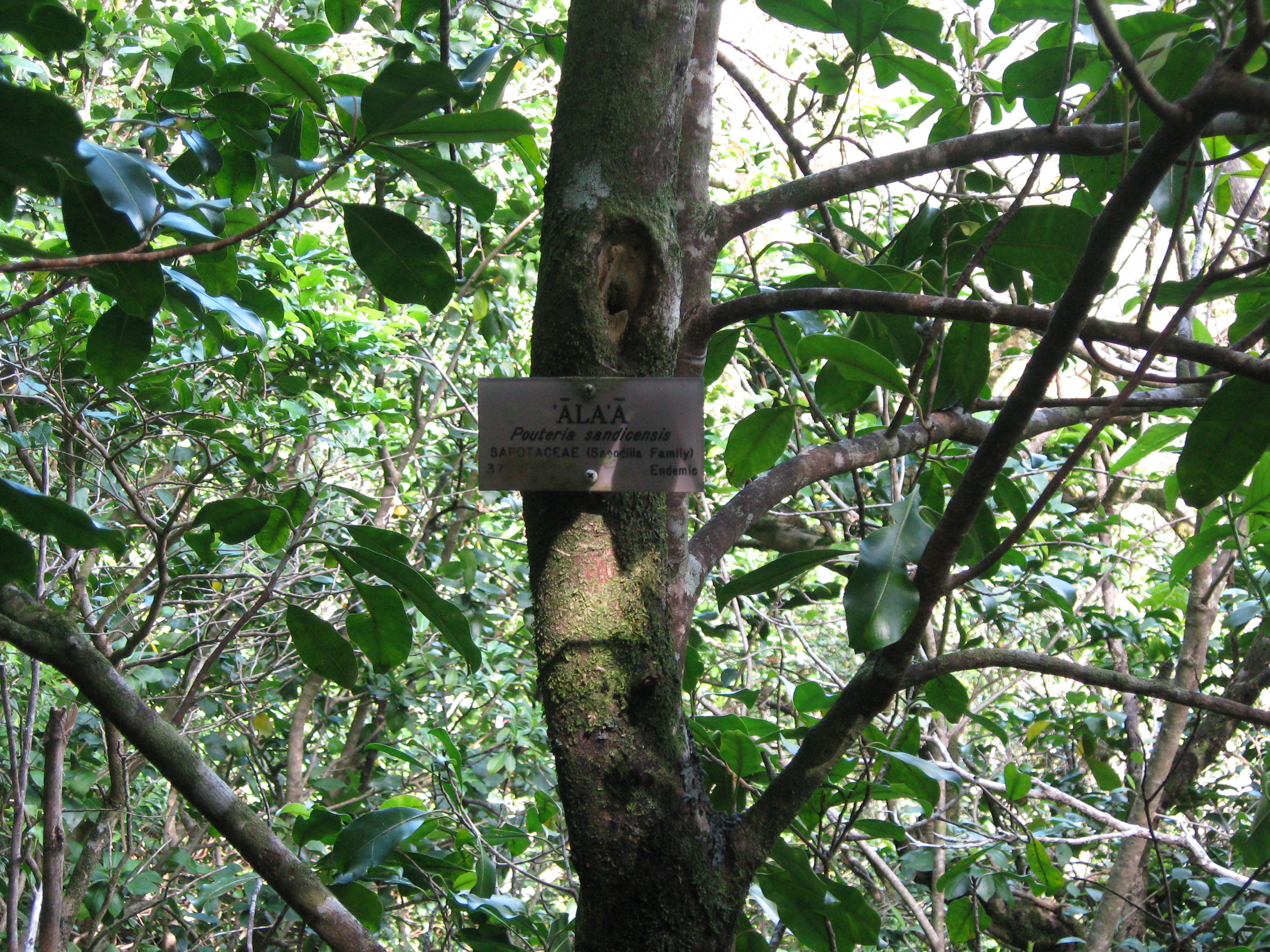
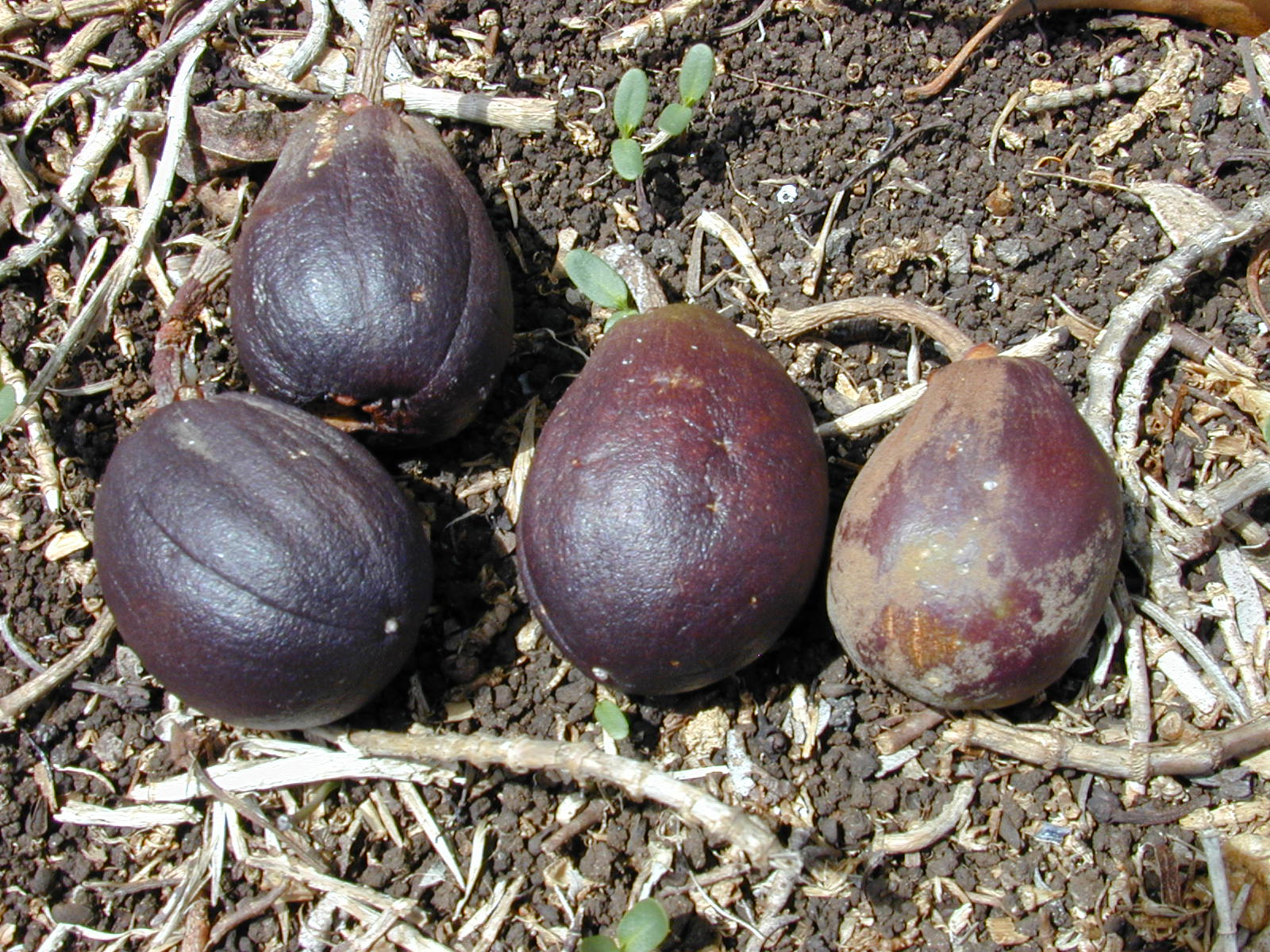
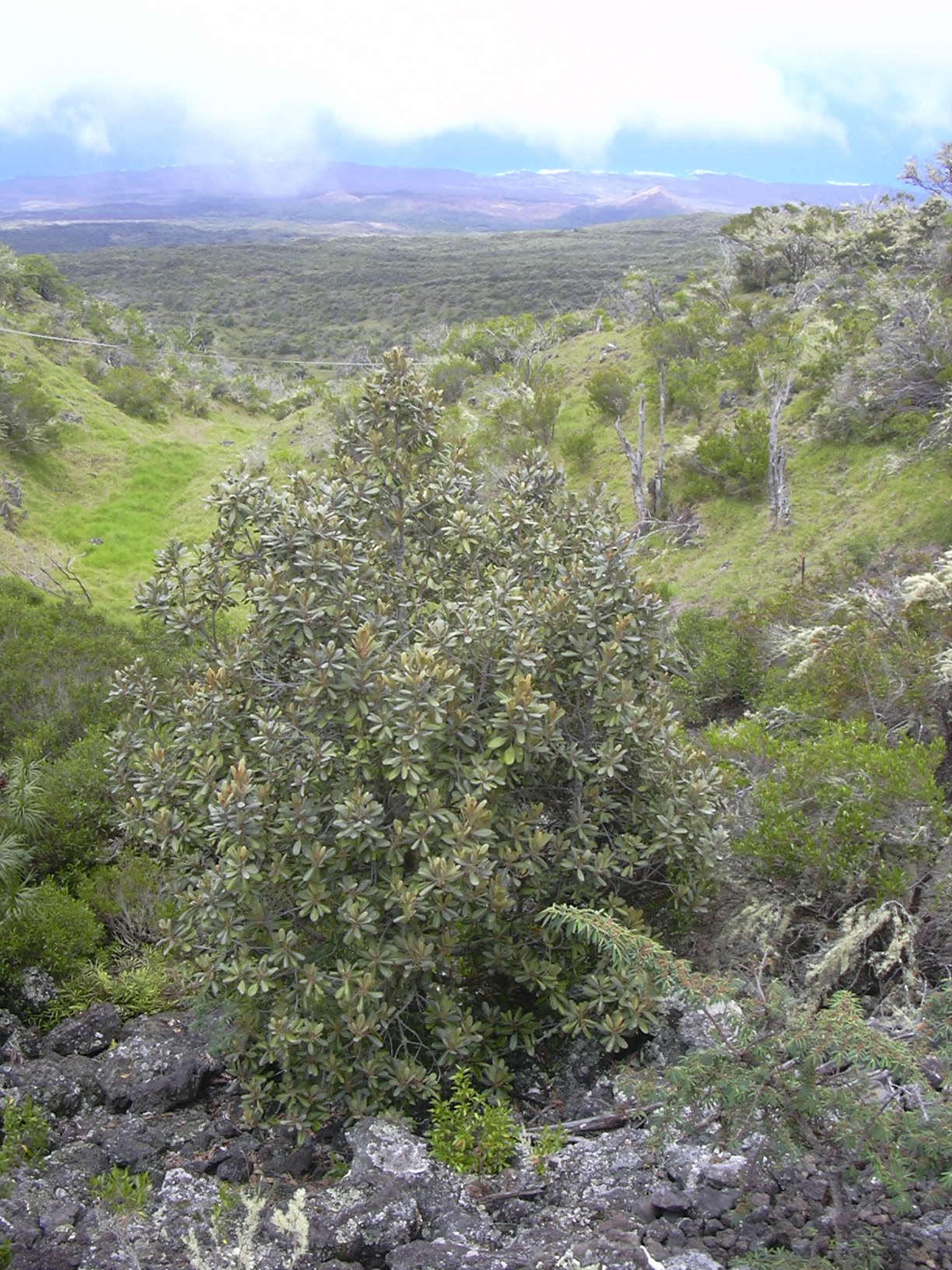